# Kanton Condrieu
Kanton Condrieu (francouzsky Canton de Condrieu) je francouzský kanton v departementu Rhône v regionu Rhône-Alpes. Tvoří ho 10 obcí.

## Obce kantonu
- Ampuis
- Condrieu
- Les Haies
- Loire-sur-Rhône
- Longes
- Saint-Cyr-sur-le-Rhône
- Saint-Romain-en-Gal
- Sainte-Colombe
- Trèves
- Tupin-et-Semons